# Ministre de l'Armement (Royaume-Uni)
Pour les articles homonymes, voir Ministre de l'Armement.

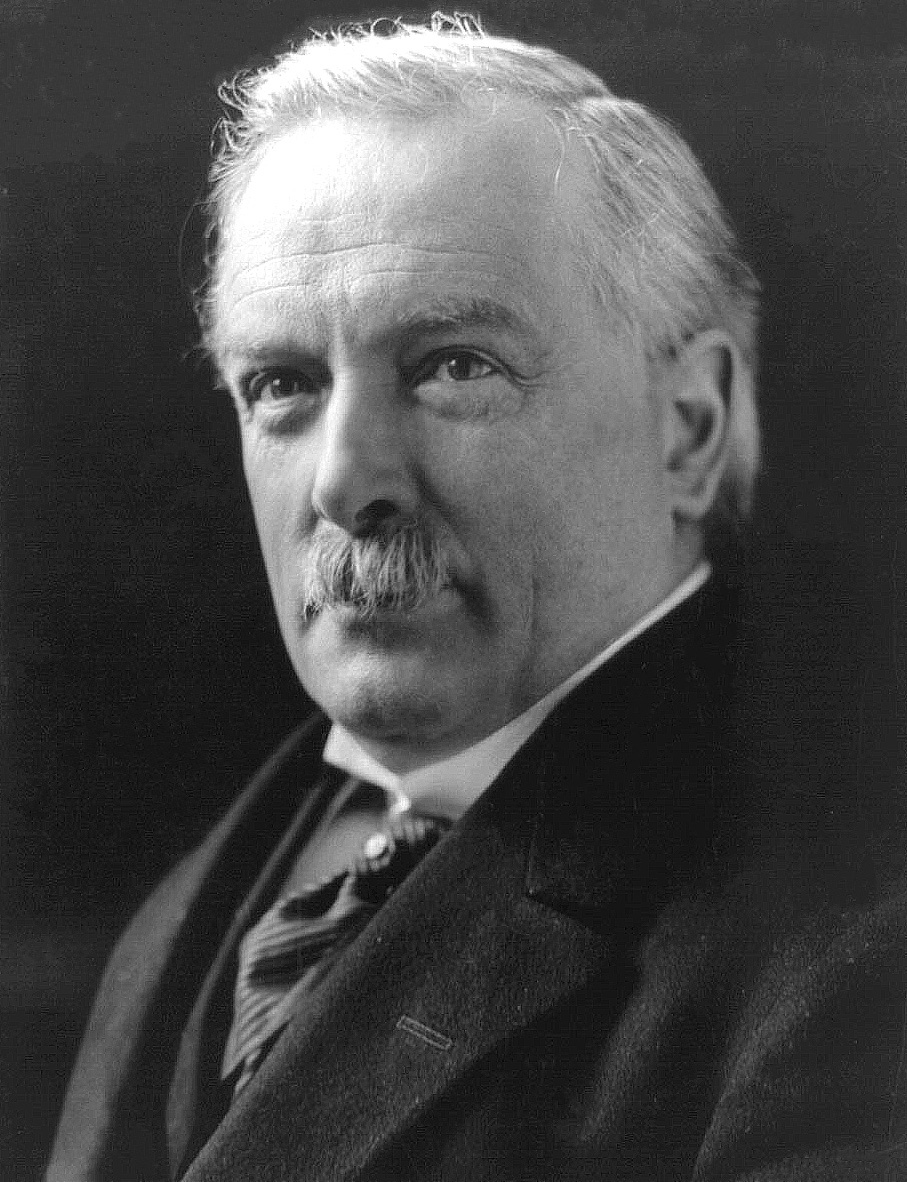
David Lloyd George, ministre de l'Armement en 1915 et 1916.

Le ministre de l'Armement est un poste du gouvernement britannique créé durant la Première Guerre mondiale dans le but de surveiller et coordonner la production et la distribution des munitions pour l'effort de guerre.
Il est une réponse à la crise des obus de 1915, durant laquelle le gouvernement a subi une montée de critiques émanant du public et de la presse (Journal Times notamment) concernant le manque d'obus disponibles. Ces critiques ont forcé Herbert Henry Asquith à former un gouvernement de coalition, incluant un « ministère des Munitions. »
La plupart des ministres nommés à ce poste étaient des politiciens influents et d'un certain âge.
Le premier d'entre eux ayant été David Lloyd George qui sera ensuite nommé secrétaire à la guerre (en 1916).

## Fonctions du ministère des munitions
La guerre devient vite une guerre de tranchée. Celle-ci consomme une très grande quantité de munitions ; 
Lloyd George en Angleterre (comme Joseph Joffre en France) doivent faire face en 1915 à une grave « crise des munitions ».
David Lloyd George doit en quelques mois doper la production de munitions (avant guerre essentiellement produites par trois arsenaux opérant surtout pour la marine, sans artillerie lourde). Lloyd George rassemble et met en œuvre de quoi fournir des centaines de millions de balles et d'obus pour cinq millions d'hommes, alors même que les alliés (France, Italie et Russie surtout) eux-mêmes en manque de munitions, imploraient l'aide de l'Angleterre. Il crée de toutes pièces environ 150 arsenaux équipés en machines achetées aux États-Unis et transforme plus de 5 000 usines en lieux de production de munitions et d'armes (canons, mitrailleuses, etc) où de nombreuses femmes travailleront durant toute la guerre. Outre des munitions, il fait produire des armes nouvelles ; ainsi début 1917, le Royaume-Uni produit 27 fois plus de mitrailleuses qu'en 1916 et 36 fois plus de canons (incluant des canons lourds, dont la production a été multipliée par 11).
Les ouvriers qualifiés ne sont pas envoyés sur le front. Avec eux et en mobilisant un grand nombre de femmes, le ministère des munitions arrive à multiplier par 25 le nombre d'obus de petit calibre annuellement produit (entre 1915 et 1917). La production anglaise d'obus pour obusier de campagne est multipliée par 52 dans le même temps (et par 71 pour les obus pour canons et obusiers moyens). La production d'obus pour l'artillerie lourde est multipliée par 4231.
La matière grasse alimentaire récupérée permet de produire de la glycérine, qui permet de charger 12 millions d'obus de petit calibre.
Parallèlement, ce ministère fait appel à la flotte maritime anglaise et alliée, fait construire des voies ferrées et importera de petites locomotives néozélandaises permettant d'acheminer ce matériel sur le front.
Ce ministère n'a finalement perduré que six ans, aboli en 1921 lors de coupes dans un gouvernement jugé trop important, trois ans après la fin de la guerre.

## Ministres des Munitions, de 1915 à 1921
| Nom                           | Entrée en fonction | Fin de fonction  |
| ----------------------------- | ------------------ | ---------------- |
| David Lloyd George            | 25 mai 1915        | 9 juillet 1916   |
| Edwin Samuel Montagu          | 9 juillet 1916     | 10 décembre 1916 |
| Christopher Addison           | 10 décembre 1916   | 17 juillet 1917  |
| Winston Churchill             | 17 juillet 1917    | 10 janvier 1919  |
| Andrew Weir (Lord Inverforth) | 10 janvier 1919    | 21 mars 1921     |

## Secrétaires parlementaires auprès du ministre des Munitions, 1916–1919
| Nom                      | Entrée en fonction | Fin de fonction |
| ------------------------ | ------------------ | --------------- |
| Laming Worthington-Evans | 14 décembre 1916   | 30 janvier 1918 |
| Frederick Kellaway       | 14 décembre 1916   | 1er avril 1920  |
| J. E. B. Seely           | 5 décembre 1917    | 10 janvier 1919 |
| John Baird               | 10 janvier 1919    | 29 avril 1919   |

## Secrétaires parlementaires et financiers au ministère des Munitions, 1918–1921
| Nom                      | Entrée en fonction | Fin de fonction |
| ------------------------ | ------------------ | --------------- |
| Laming Worthington-Evans | 30 janvier 1918    | 18 juillet 1918 |
| James Hope               | 27 janvier 1919    | 31 mars 1921    |